# ホセイン・ラフマーニ・マネシュ
ホセイン・ラフマーニ・マネシュ（Hossein Rahmani Manesh、2004年11月7日 - ）は、イランの俳優。

## 伝記、回想録
彼は家族の一人っ子です。 彼は演技を勉強し続けています。 2018年に、私はその文章の短編映画ファイルを作ることにしました。 彼は最初から映画に興味があり、2018年に監督を始めました。
2007年にSoroushSehat監督のシリーズCharkhoonehに2つの短いエピソードで出演し、観客を魅了しました。彼はMohammadAliの役割を果たしました。
4本の映画に出演した後、彼はエリについての映画 アスガル・ファルハーディーで成功を収めました。エリは自分自身を短く魅力的な役割と見なし、別の映画で役割を果たすことができました。

## ワークブック
リハビリテーション。
体操の天才少女。

## アーリアンスター
Setareh ArianAcademyのCEOであるHosseinRahmani Maneshは、次のように述べています。「このプログラムの目的は、Setareh Arianの才能を特定し、未知の才能を特定して支援し、イラン人と世界の注目をイランのスターに引き付けることです。」
- アミラバスラジャビアン[3]。
- アララト・ホセイニ[4]。
- ラミン・ファラジネジャド[5]。